# Trinoda necessitas
De trinoda necessitas (Latijn voor "drievoudig geknoopte verplichting") komt overeen met de drie vereiste diensten van onderdanen aan de koningen van Angelsaksisch Engeland: het onderhoud van wegen en bruggen, de aanleg en onderhoud van vestingwerken en militaire dienst van de fyrd. Vanwege het belang van deze diensten voor het goed functioneren van het koninkrijk, vrijstellingen van de trinoda necessitas zijn dan ook uiterst zeldzaam..
Het merendeel van de tijd vermeldden de Angelsaksische charters de drie verplichtingen afzonderlijk. De uitdrukking trinoda necessitas is enkel geattesteerd in een charter waarin koning Cædwalla van Wessex landgoederen verleent aan Wilfrid van York in de buurt van Pagham in Sussex. Dit charter gebruikt de term trimoda ("driemaals"); de meer gebruikelijke vorm trinoda ("drievoudig geknoopt") is gebaseerd op een slechte lezing van John Selden in 1610..

## Referentie
- Dit artikel of een eerdere versie ervan is een (gedeeltelijke) vertaling van het artikel trinoda necessitas op de Franstalige Wikipedia, dat onder de licentie Creative Commons Naamsvermelding/Gelijk delen valt. Zie de bewerkingsgeschiedenis aldaar.
- F. Stenton, Anglo-Saxon England, Oxford, 19713.
- W.H. Stevenson, Trinoda Necessitas, in The English Historical Review 29 (1914), pp. 689-703.